# Glaucytes
Glaucytes is een kevergeslacht uit de familie van de boktorren (Cerambycidae). De wetenschappelijke naam van het geslacht werd voor het eerst geldig gepubliceerd in 1858 door Thomson.

## Soorten
Glaucytes is monotypisch en omvat slechts de volgende soort:
- Glaucytes interrupta (Olivier, 1792)